# Alexander Gerber (Jurist)
Alexander Gerber (* 19. September 1874 in Würzburg; † Mai 1971 in München) war ein deutscher Jurist und Senatspräsident am Bayerischen Obersten Landesgericht und Präsident des Oberlandesgerichts München.

## Leben
Alexander Gerber absolvierte ein Studium der Rechtswissenschaften, legte 1900 das Große juristische Staatsexamen ab und promovierte zum Dr. jur. Beim Landgericht München II erhielt er eine Anstellung als dritter Staatsanwalt und wurde dort am 1. Juli 1904 zum Richter ernannt. Am 16. Januar 1906 folgte die Einberufung in das Staatsministerium der Justiz, wo er am 1. März 1914 Regierungsrat, am 1. Oktober 1918 Oberregierungsrat und am 1. April 1920 Ministerialrat wurde. Nach dem Stellenplan weiterhin im Ministerium geführt, bekleidete er folgende Ämter:
- 16. April 1906 bis 30. September 1908 zweiter Staatsanwalt beim Landgericht München I
- 1. Oktober 1908 bis 31. Januar 1909 Landgerichtsrat
- 1. Februar 1909 bis 30. April 1912 Oberamtsrichter beim Amtsgericht Bad Reichenhall
- 1. Mai 1912 bis 15. Dezember 1925 Landgerichtsrat.
- 1. Mai 1919 bis 31. Dezember 1926 nebenamtlich Mitglied der Landeskulturrentenkommission
- 26. Januar 1927 nebenamtlich Vorsitzender des Ausschusses für die juristische Prüfung an den Universitäten

Am 16. Dezember 1925 wurde Gerber zum Senatspräsidenten am Bayerischen Obersten Landesgericht ernannt und übte dieses Amt bis zum 31. März 1927 (Amtsenthebung) aus. In der Zeit vom  1. Februar 1931 bis zum 31. August 1933 war er Präsident des Oberlandesgerichts München.
Zum 1. September 1933 ging Gerber angeblich auf eigenen Wunsch in den Ruhestand. Rechtsgrundlage für diese Maßnahme war § 5 Absatz 2 des Gesetzes zur Wiederherstellung des Berufsbeamtentums. Den Nationalsozialisten gab dieses Gesetz die Möglichkeit, sich von unliebsamen Beamten zu trennen.
Gerbers Antrag auf Wiedergutmachung aus dem Jahr 1950 wurde zunächst abgelehnt. Im Juli 1952 wurde nach einem erneuten Antrag eine Wiedergutmachung zuerkannt.
Am 6. Mai 1971 wurde Gerber auf dem Münchener Waldfriedhof beigesetzt.
Er war bis 1933 Mitglied der Bayerischen Volkspartei.

## Sonstiges
Heribert Prantl stellt in seinem Buch Die Kraft der Hoffnung, Denkanstöße in schwierigen Zeiten fest, dass der Justizpalast (Oberlandesgericht München) ein Palast des Unrechts gewesen sei und die Richter/Präsidenten Alexander Gerber, Georg Neithardt, Alfred Dürr und Walter Stepp die Judenverfolgung erleichtert, bestärkt und verschärft hätten. Die Richter hätten von 1933 an vor dem Justizminister Hans Frank gebuckelt und scharwenzelt.